# Santigold
Santigold, artiestennaam van Santi White (1976), is een Amerikaans zangeres en producer. In februari 2009 veranderde ze haar artiestennaam van Santogold naar Santigold na een sommatie van juwelier Santo Gold.
Santigold brak in 2007 door met de single Creator en was te horen op het album Version van Mark Ronson. In 2008 kwam haar debuutalbum uit en stond zij onder andere op Nederlandse Lowlands. In juli 2009 trad Santigold op in Paradiso te Amsterdam, op het Nederlandse elektronische muziekfestival 5daysoff en stond ze op het hoofdpodium van het Belgische Dour Festival.
Voordat Santi solo besloot te gaan, was ze leadzangeres van de in Philadelphia in 2002 opgerichte punkrockband Stiffed. In 2003 bracht Santi met Stiffed de ep Sex Sells uit, waarna het debuutalbum Burned Again volgde in 2005, geproduceerd door Darryl Jennifer van de band Bad Brains, op het Outlook Music Company label.
Haar medebandlid van Stiffed, John White ook bekend als Johnny Rodeo van de band Shitake Monkey, hielp Santi op weg met het produceren van haar eerste, meer electro-pop georiënteerde materiaal.
Op 1 mei 2012 verscheen haar tweede album Master of My Make Believe.

## Discografie

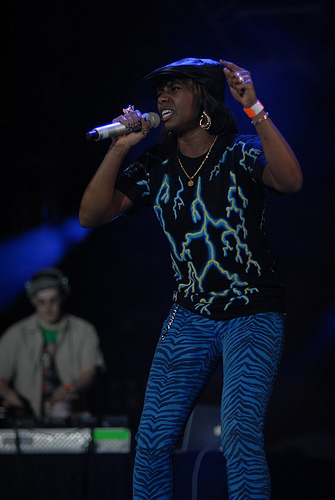
Santigold tijdens een optreden in Mexico.

### Albums
| Album met eventuele hitnotering(en) in de Nederlandse Album Top 100 | Datum van verschijnen | Datum van binnenkomst | Hoogste positie | Aantal weken | Opmerkingen   |
| ------------------------------------------------------------------- | --------------------- | --------------------- | --------------- | ------------ | ------------- |
| Santogold                                                           | 16-05-2008            | 23-08-2008            | 34              | 4            | als Santogold |
| Master of my make-believe                                           | 04-05-2012            | 05-05-2012            | 62              | 1            |               |
| 99¢                                                                 | 26-02-2016            | -                     | -               | -            |               |

| Album met hitnotering(en) in de Vlaamse Ultratop 200 albums | Datum van verschijnen | Datum van binnenkomst | Hoogste positie | Aantal weken | Opmerkingen   |
| ----------------------------------------------------------- | --------------------- | --------------------- | --------------- | ------------ | ------------- |
| Santogold                                                   | 2008                  | 24-05-2008            | 25              | 10           | als Santogold |
| Master of my make-believe                                   | 2012                  | 05-05-2012            | 27              | 8*           |               |

### Singles
| Single met hitnotering(en) in de Vlaamse Ultratop 50 | Datum van verschijnen | Datum van binnenkomst | Hoogste positie | Aantal weken | Opmerkingen      |
| ---------------------------------------------------- | --------------------- | --------------------- | --------------- | ------------ | ---------------- |
| Creator                                              | 2007                  | -                     |                 |              | als Santogold    |
| L.E.S. artistes                                      | 2008                  | 24-05-2008            | tip15           | -            | als Santogold    |
| My drive thru                                        | 2008                  | -                     |                 |              | als Santogold    |
| Lights out                                           | 2008                  | -                     |                 |              | als Santogold    |
| Say aha                                              | 2008                  | 10-01-2009            | tip15           | -            | als Santogold    |
| Don't play no game that I can't win                  | 13-06-2011            | 02-07-2011            | tip8            | -            | met Beastie Boys |
| Car song                                             | 05-12-2011            | 24-12-2011            | tip4            | -            | met Spank Rock   |
| Disparate youth                                      | 05-03-2012            | 05-05-2012            | 38              | 6            |                  |
| The keepers                                          | 2012                  | 11-08-2012            | tip55*          |              |                  |
| "Can't Get Enough of Myself"                         | 11-2015               | -                     | -               |              |                  |
| "Who Be Lovin' Me"                                   | 12-2015               | -                     | -               |              |                  |
| "Chasing Shadows"                                    | 01-2016               | -                     | -               |              |                  |
| "Banshee"                                            | 02-2016               | -                     | -               |              |                  |

### Mixtapes
- Top Ranking: A Diplo Dub (met Diplo) (2008)

- Bibliothèque nationale de France: cb15744976k (data)
- Gemeinsame Normdatei: 1023330822
- International Standard Name Identifier: 0000 0000 7849 6422
- Library of Congress Control Number: no2008091601
- MusicBrainz: 97b20fe3-0924-4a5f-9955-d0b5c5f9587f
- Nationale Bibliotheek van Tsjechië: xx0080921
- Nationale Bibliotheek van Israël: 987007406764305171
- Réseau des bibliothèques de Suisse occidentale: 02-A014169791
- RKD-Nederlands Instituut voor Kunstgeschiedenis: 466789
- Système universitaire de documentation: 161835910
- Virtual International Authority File: 51503613
- WorldCat: E39PBJjmRTw3CYm883MxYGmTpP